# Seidenbach
Seidenbach ist von der Einwohnerzahl her neben Brombach einer der kleinsten Ortsteile der Gemeinde Fürth im Odenwald im südhessischen Landkreis Bergstraße.

## Geographische Lage
Seidenbach liegt als höchstgelegener Ortsteil von Fürth im Vorderen Odenwald am Fuß des Südanstiegs zum Krehberg (576 m) in einem kleinen Talkessel im Quellgebiet des Bachs, der dem Dorf den Namen gegeben hat. Die Kerngemeinde Fürth liegt südöstlich von Seidenbach hinter einem Bergriegel, dem Bannels (410 m), in der Weschnitzniederung. Die Gemarkung reicht im Norden bis zu dem Übergang nach Schannenbach westlich des Krehbergs in knapp 540 Meter Höhe und bis zu der 453 Meter hohen waldfreien Bergterrasse Auf dem Eck, wo der Übergang nach Seidenbuch östlich des Krehbergs gegeben ist.
Die nächstgelegenen Ortschaften sind Schannenbach und Seidenbuch im Norden, Erlenbach im Osten, Lauten-Weschnitz und Igelsbach im Süden sowie Mittershausen-Scheuerberg im Westen.

## Geschichte

### Ortsgeschichte
Der Ort entstand im Gebiet der ehemaligen Mark Heppenheim, die einen Verwaltungsbezirk des Frankenreichs bezeichnete. Am 20. Januar 773 schenkte Karl der Große die Stadt Heppenheim nebst dem zugehörigen Bezirk, der ausgedehnten „Mark Heppenheim“, dem Reichskloster Lorsch. Nach langen Streitigkeiten konnten sich die Kurpfalz und das Erzbistum Mainz Anfang des 14. Jahrhunderts über das Erbe aus dem Lorscher Abtei einigen und die Pfälzer Teile wurden durch die Amtsvogtei Lindenfels verwaltet zu dem auch Seienbach gehörte. Bis 1737 unterstand Lindenfels dem Oberamt Heidelberg, danach wurde Lindenfels ein Oberamt.
Die früheste erhalten gebliebene urkundliche Erwähnung des Ortes als Sydenbach weist in das Jahr 1357, als der Pfalzgraf Ruprecht Elisabeth, der Witwe des Blicker Landschads, unter anderem verschiedene Burglehen zu Lindenfels und Seidenbach gibt. Nach einem alten Zinsbuch des Oberamts Heidelberg von 1369 bildete Sydenbach mit Reylenbach und Lautern ein Gericht und gehörte zu Lindenfels. Demnach bestand das Gebiet aus 32 Huben. Während die beiden letzten Orte in einem Gebietstausch 1561 von Kurpfalz zur Grafschaft Erbach kamen, blieb Seidenbach bei der Pfalz und gehörte bis 1803 zum Amt Lindenfels. Dort gehörte der Ort zur Thalzent dessen Zentgericht erst in Glattbach, später in Ellenbach und zuletzt in Schlierbach abgehalten wurde. Das Gerichte hatte gemeinsam mit Lindenfels eine Richtstätte in den »Faustenbacher Hecken auf dem Bühel«. Für deren Unterhaltung musste die Thalzent die Hälfte der Kosten tragen.
In seinem Siegel führte das Zentgericht ein Schild mit 3 Feldern. Im ersten Feld befand sich der Pfälzische Löwe, im zweiten die bayerischen Rauten und im dritten, untersten ein Knabe auf einem Hügel, über dessen Kopf eine Kugel schwebte.
Im Jahr 1613 wurden sechs Huben mit 6 Hausgesäßen, 5 leibeigene Männer und 3 leibeigene Frauen gezählt.
In den Anfängen der Reformation sympathisierten die pfälzischen Herrscher offen mit dem lutherischen Glauben, aber erst unter Ottheinrich (Kurfürst von 1556 bis 1559) erfolgte der offizielle Übergang zur lutherischen Lehre. Danach wechselten seine Nachfolger und gezwungenermaßen auch die Bevölkerung mehrfach zwischen der lutherischen, reformierten und calvinistischen Religion. Im Heidelberger Oberamtscompetenzbuch vom Jahr 1610 ist Seidenbach als Filiale von Schlierbach erwähnt. In der Kirchenbüchern der reformierten Gemeinde Schlierbach wird Seidenenbach von 1656 bis 1908 als Filiale geführt. Am Ende des Dreißigjährigen Kriegs (1648) dürfte der Ort wie viele Gebiete der Kurpfalz fast menschenleer gewesen sein. Nach dem verheerenden Krieg betrieb die Kurpfalz auf ihrem Gebiet eine durch religiöse Toleranz geprägte Wiederansiedlungspolitik. Doch die in der unruhigen Folgezeit ausbrechenden Kriege wie der Pfälzische Erbfolgekrieg (1688–1697) und der Spanische Erbfolgekrieg (1701–1714) machte viele der Bemühungen wieder zunichte und Zehntausende Pfälzer emigrierten u. a. nach Nordamerika und Preußen.
Auch in religiöser Hinsicht war die Zeit nach dem Dreißigjährigen Krieg von großer Unruhe geprägt. 1685 starb die reformierte Linie Pfalz-Simmern aus und die katholischen Vettern der Linie Pfalz-Neuburg traten mit Kurfürst Philipp Wilhelm die Regierung in der Kurpfalz an. Dieser ordnete die Gleichstellung des katholischen Glaubens, in der mehrheitlich evangelischen bevölkerten Pfalz, an. Schon während des Pfälzischen Erbfolgekriegs hatte Frankreich versucht, in den eroberten Gebieten die Gegenreformation voranzutreiben, und etliche katholische Pfarreien gegründet. Der Krieg endete 1697 mit dem Frieden von Rijswijk, der die Stellung des zu diesem Zeitpunkt regierenden katholischen Kurfürsten Johann Wilhelm stärkte. Dies führte am 26. Oktober 1698 zum Erlass des Simultaneum. Danach waren die Katholiken berechtigt alle reformierten Einrichtungen wie Kirchen, Schulen und Friedhöfe mitzunutzen, während dies umgekehrt nicht erlaubt wurde. Weiterhin wurde die bis dahin selbständige reformierte Kirchenverwaltung dem Landesherren unterstellt. Erst auf Betreiben Preußens kam es 1705 zur sogenannten Pfälzische Kirchenteilung in der das Simultanum rückgängig gemacht wurde und die Kirchen im Land wurden mitsamt Pfarrhäusern und Schulen zwischen den Reformierten und den Katholiken im Verhältnis fünf zu zwei aufgeteilt. Sonderregelungen gab es für die drei Hauptstädte Heidelberg, Mannheim und Frankenthal sowie die Oberamtsstädte Alzey, Kaiserslautern, Oppenheim, Bacharach und Weinheim. In den Städten mit zwei Kirchen sollte die eine den Protestanten und die andere den Katholiken zufallen; in den anderen, wo nur eine Kirche bestand, der Chor vom Langhaus durch eine Mauer geschieden, und jener den Katholiken, dieses den Protestanten eingeräumt werden. Den Lutheranern wurden nur jene Kirchen zugestanden, die sie im Jahr 1624 besaßen oder danach gebaut hatten.
Im Jahr 1784 wird Seidenbach als Ort mit 14 Familien und 81 Seelen in 11 Wohnhäusern beschreiben. Die Gemarkung enthielt 148 Morgen Ackerland, 34 Morgen Wiesen, 5 Morgen Garten und 4 Morgen Wald. Der Große Zehnt war, zu zwei Dritteln an die Kurmainzer Hofkammer im Namen des Klosters Lorsch und zu einem Drittel an die geistliche Verwaltung des Stiftes zum Heiligen Geist in Heidelberg, abzuführen.
Das ausgehende 18. und beginnende 19. Jahrhundert brachte Europa weitreichende Änderungen. Infolge der Napoleonischen Kriege wurde das Heilige Römische Reich (Deutscher Nation) durch den Reichsdeputationshauptschluss von 1803 neu geordnet und hörte mit der Niederlegung der Reichskrone am 6. August 1806 auf zu bestehen. Durch diese Neuordnung und Auflösung der Kurpfalz kam das Oberamt Lindenfels und mit ihm Seidenenbach zur Landgrafschaft Hessen-Darmstadt, die 1806 in dem ebenfalls auf Druck Napoleons gebildeten Großherzogtum Hessen aufging.
In Hessen gehörte Seidenbach durch mehrere Verwaltungsreformen zum Landratsbezirk Lindenfels, sowie zu den Kreisen Lindenfels und Bensheim, bevor es 1938 zum heutigen Landkreis Bergstraße kam.
Im Zuge der Gebietsreform in Hessen schloss sich die Gemeinde am 31. Dezember 1970 freiwillig an die Gemeinde Erlenbach an, bevor sich diese wiederum ein Jahr später der Gemeinde Fürth anschloss. Für Erlenbach und Seidenbach wurde wie für alle nach Fürth eingegliederten Gemeinden je ein Ortsbezirk mit Ortsbeirat und Ortsvorsteher nach der Hessischen Gemeindeordnung eingerichtet.

### Verwaltung und Gerichte
Unter pfälzischer Hoheit wurden Verwaltung und Gerichtsbarkeit über den Ort durch die „Thal-Zent“ der „Amtsvogtei Lindenfels“ ausgeübt. Diese Vogtei unterstand dem Oberamt Heidelberg bis 1737, danach wurde Lindenfels ein selbständiges Oberamt der „Pfalzgrafschaft bei Rhein“ (im „Kurfürstentum Pfalzbayern“ ab 1777).
Nachdem der Reichsdeputationshauptschluss von 1803 das „Oberamt Lindenfels“ der Landgrafschaft Hessen-Darmstadt zugewiesen hatte, wurde es dort vorerst als hessische Amtsvogtei weitergeführt. Die Landgrafschaft Hessen-Darmstadt ging 1806 in dem unter dem Druck Napoléons zustande gekommenen Großherzogtum Hessen auf, wo der Amtsbereich des „Amts Lindenfels“ 1812 aufgeteilt und Seidenbach dem Amt Fürth zugewiesen wurde. Die Übergeordnete Verwaltungsbehörde war der „Regierungsbezirk Darmstadt“ der ab 1803 auch als „Fürstentum Starkenburg“ bezeichnet wurde.
In der Landgrafschaft Hessen-Darmstadt wurde mit Ausführungsverordnung vom 9. Dezember 1803 das Gerichtswesen neu organisiert. Für das Fürstentum Starkenburg wurde das „Hofgericht Darmstadt“ eingerichtet. Es war für normale bürgerliche Streitsachen Gericht der zweiten Instanz, für standesherrliche Familienrechtssachen und Kriminalfälle die erste Instanz. Übergeordnet war das Oberappellationsgericht Darmstadt. Die Rechtsprechung der ersten Instanz wurde durch die Ämter bzw. Standesherren vorgenommen. Für Seidenbach war damit das Amt Fürth zuständig. Damit hatten die Zente und die mit ihnen verbundenen Zentgerichte endgültig ihre Funktion eingebüßt.
Nach der endgültigen Niederlage Napoléons regelte der Wiener Kongress 1814/15 auch die territorialen Verhältnisse für Hessen, daraufhin wurden 1816 im Großherzogtum Provinzen gebildet. Dabei wurde das vorher als „Fürstentum Starkenburg“ bezeichnete Gebiet, das aus den südlich des Mains gelegenen alten Hessischen und den ab 1803 hinzugekommenen rechtsrheinischen Territorien bestand, in „Provinz Starkenburg“ umbenannt. 1821 wurden im Rahmen einer umfassenden Verwaltungsreform die Amtsvogteien in den Provinzen Starkenburg und Oberhessen des Großherzogtums aufgelöst und Landratsbezirke eingeführt, wobei Seidenenbach zum Landratsbezirk Lindenfels kam. Im Rahmen dieser Reform wurden auch Landgerichte geschaffen, die jetzt unabhängig von der Verwaltung waren. Deren Gerichtsbezirke entsprachen in ihrem Umfang den Landratsbezirken. Für den Landratsbezirk Lindenfels war das Landgericht Fürth als Gericht erster Instanz zuständig. Diese Reform ordnete auch die Verwaltung auf Gemeindeebene neu. So war die Bürgermeisterei in Schlierbach auch für die Orte Glattbach, Kolmbach, Seidenbach, Seidenbuch und Winkel zuständig war. Entsprechend der Gemeindeverordnung vom 30. Juni 1821 gab es keine Einsetzungen von Schultheißen mehr, sondern einen gewählten Ortsvorstand, der sich aus Bürgermeister, Beigeordneten und Gemeinderat zusammensetzte.
Mit Bildung der Landgerichte im Großherzogtum Hessen war ab 1821 das Landgericht Fürth das Gericht erster Instanz.
Anlässlich der Einführung des Gerichtsverfassungsgesetzes mit Wirkung vom 1. Oktober 1879, infolge derer die bisherigen großherzoglich hessischen Landgerichte durch Amtsgerichte an gleicher Stelle ersetzt wurden, während die neu geschaffenen Landgerichte nun als Obergerichte fungierten, kam es zur Umbenennung in Amtsgericht Fürth und Zuteilung zum Bezirk des Landgerichts Darmstadt.
Die Statistisch-topographisch-historische Beschreibung des Großherzogthums Hessen berichtet 1829 über Seidenbach:

„Seidenbach (L. Bez. Lindenfels) reform. Filialdorf, liegt 1 St. von Lindenfels, hat 10 Häuser und 78 Einw., die außer 9 Luth. katholisch sind. Im Jahr 1802 kam der Ort von Churpfalz an Hessen.“

1832 wurden die Verwaltungseinheiten weiter vergrößert und es wurden Kreise geschaffen. Nach der am 20. August 1832 bekanntgegebenen Neugliederung sollte es in Süd-Starkenburg künftig nur noch die Kreise Bensheim und Lindenfels geben; der Landratsbezirk von Heppenheim sollte in den Kreis Bensheim fallen. Noch vor dem Inkrafttreten der Verordnung zum 15. Oktober 1832 wurde diese aber dahingehend revidiert, dass statt des Kreises Lindenfels neben dem Kreis Bensheim der Kreis Heppenheim als zweiter Kreis gebildet wurde, zu dem jetzt Seidenbach gehörte.
1842 wurde das Steuersystem im Großherzogtum reformiert und der Zehnte und die Grundrenten (Einnahmen aus Grundbesitz) wurden durch ein Steuersystem ersetzt, wie es in den Grundzügen heute noch existiert.
Im Neuestes und gründlichstes alphabetisches Lexicon der sämmtlichen Ortschaften der deutschen Bundesstaaten von 1845 heißt es:

„Seidenbach b. Lindenfels. – Dorf, zur reform. Pfarrei Schlierbach, resp. kathol. Pfarrei Lindenfels gehörig. – 10 H. 78 (meistens kathol.) E. – Großherzogth. Hessen. – Prov. Starkenburg. – Kreis Heppenheim. – Landgericht Fürth. – Hofgericht Darmstadt. – Das Dorf Seidenbach ist im J. 1802 von Churpfalz an Hessen übergegangen.“

Infolge der Märzrevolution 1848 wurden mit dem „Gesetz über die Verhältnisse der Standesherren und adeligen Gerichtsherren“ vom 15. April 1848 die standesherrlichen Sonderrechte endgültig aufgehoben.
Darüber hinaus wurden in den Provinzen, die Kreise und die Landratsbezirke des Großherzogtums am 31. Juli 1848 abgeschafft und durch „Regierungsbezirke“ ersetzt, wobei die bisherigen Kreise Bensheim und Heppenheim zum Regierungsbezirk Heppenheim vereinigt wurden. Bereits vier Jahre später, im Laufe der Reaktionsära, kehrte man aber zur Einteilung in Kreise zurück und Ellenbach wurde Teil des neu geschaffenen Kreises Lindenfels.
Die im Dezember 1852 aufgenommenen Bevölkerungs- und Katasterlisten ergaben für Seidenbach: Reformatorisches Filialdorf mit 73 Einwohnern. Die Gemarkung besteht aus 540 Morgen, davon 277 Morgen Ackerland, 83 Morgen Wiesen und 170 Morgen Wald.
In den Statistiken des Großherzogtums Hessen werden, bezogen auf Dezember 1867, für das Filialdorf Seidenbach, die Bürgermeisterei Schlierbach, 10 Häuser, 70 Einwohnern, der Kreis Lindenfels, das Landgericht Fürth, die evangelische reformierte Pfarrei Schlierbach mit dem Dekanat in Lindenfels und die katholische Pfarrei Lindenfels des Dekanats Heppenheim, angegeben.
Nachdem das Großherzogtum Hessen ab 1871 Teil des Deutschen Reiches war, wurden 1874 eine Reihe von Verwaltungsreformen beschlossen. So wurden die landesständige Geschäftsordnung sowie die Verwaltung der Kreise und Provinzen durch Kreis- und Provinzialtage geregelt. Die Neuregelung trat am 12. Juli 1874 in Kraft und verfügte auch die Auflösung der Kreise Lindenfels und Wimpfen und die Eingliederung von Seidenbach in den Kreis Bensheim.
Die hessischen Provinzen Starkenburg, Rheinhessen und Oberhessen wurden 1937 nach der 1936 erfolgten Auflösung der Provinzial- und Kreistage aufgehoben. Zum 1. November 1938 trat dann eine umfassende Gebietsreform auf Kreisebene in Kraft. In der ehemaligen Provinz Starkenburg war der Kreis Bensheim besonders betroffen, da er aufgelöst und zum größten Teil dem Kreis Heppenheim zugeschlagen wurde. Der Kreis Heppenheim übernahm auch die Rechtsnachfolge des Kreises Bensheim und erhielt den neuen Namen Landkreis Bergstraße.
Das Großherzogtum Hessen war von 1815 bis 1866 ein Mitgliedsstaat des Deutschen Bundes und ab 1871 ein Bundesstaat des Deutschen Reiches. Es bestand bis 1919, nach dem Ersten Weltkrieg wurde das Großherzogtum zum republikanisch verfassten Volksstaat Hessen. 1945 nach Ende des Zweiten Weltkriegs befand sich das Gebiet des heutigen Hessen in der amerikanischen Besatzungszone und durch Weisung der Militärregierung entstand Groß-Hessen, aus dem das Bundesland Hessen in seinen heutigen Grenzen hervorging.
Im Jahr 1961 wurde die Gemarkungsgröße mit 135 ha angegeben, davon waren 37 ha Wald.
Im Zuge der Gebietsreform in Hessen schloss sich die Gemeinde Seidenbach am 31. Dezember 1970 freiwillig der Gemeinde Erlenbach an, bevor sich diese wiederum ein Jahr später der Gemeinde Fürth anschloss. Für Ellenbach und Seidenbach wurden wie für alle nach Fürth eingegliederten Gemeinden ein Ortsbezirk mit Ortsbeirat und Ortsvorsteher nach der Hessischen Gemeindeordnung eingerichtet.

### Verwaltungsgeschichte im Überblick
Die folgende Liste zeigt die Staaten und Verwaltungseinheiten, denen Seidenbach angehört(e):
- vor 1737: Heiliges Römisches Reich, Pfalzgrafschaft bei Rhein, Oberamt Heidelberg, Amt Lindenfels, Thal-Zent
- ab 1737: Heiliges Römisches Reich, Pfalzgrafschaft bei Rhein, Oberamt Lindenfels, Stadt Lindenfels
- ab 1777: Heiliges Römisches Reich, Kurfürstentum Pfalzbayern, Pfalzgrafschaft bei Rhein, Stadt Lindenfels
- ab 1803: Heiliges Römisches Reich, Landgrafschaft Hessen-Darmstadt,[Anm. 2] Fürstentum Starkenburg, Amt Lindenfels
- ab 1806: Großherzogtum Hessen,[Anm. 3] Fürstentum Starkenburg, Amt Lindenfels[26]
- ab 1812: Großherzogtum Hessen, Fürstentum Starkenburg, Amt Fürth
- ab 1815: Großherzogtum Hessen[Anm. 4], Provinz Starkenburg, Amt Fürth
- ab 1821: Großherzogtum Hessen, Provinz Starkenburg, Landratsbezirk Lindenfels[Anm. 5]
- ab 1832: Großherzogtum Hessen, Provinz Starkenburg, Kreis Heppenheim
- ab 1848: Großherzogtum Hessen, Regierungsbezirk Heppenheim
- ab 1852: Großherzogtum Hessen, Provinz Starkenburg, Kreis Lindenfels
- ab 1867: Großherzogtum Hessen, Provinz Starkenburg, Kreis Lindenfels
- ab 1871: Deutsches Reich,[Anm. 6] Großherzogtum Hessen, Provinz Starkenburg, Kreis Lindenfels
- ab 1874: Deutsches Reich (Weimarer Republik), Großherzogtum Hessen, Provinz Starkenburg, Kreis Bensheim
- ab 1918: Deutsches Reich, Volksstaat Hessen,[Anm. 7] Provinz Starkenburg, Kreis Bensheim
- ab 1938: Deutsches Reich, Volksstaat Hessen, Landkreis Bergstraße[27][Anm. 8]
- ab 1945: Amerikanische Besatzungszone,[Anm. 9] Groß-Hessen, Regierungsbezirk Darmstadt, Landkreis Bergstraße
- ab 1946: Amerikanische Besatzungszone, Land Hessen, Regierungsbezirk Darmstadt, Landkreis Bergstraße
- ab 1949: Bundesrepublik Deutschland, Land Hessen, Regierungsbezirk Darmstadt, Landkreis Bergstraße
- ab 1971: Bundesrepublik Deutschland, Land Hessen, Regierungsbezirk Darmstadt, Landkreis Bergstraße, Gemeinde Erlenbach[Anm. 10]
- ab 1972: Bundesrepublik Deutschland, Land Hessen, Regierungsbezirk Darmstadt, Landkreis Bergstraße, Gemeinde Fürth[Anm. 11]

## Bevölkerung

### Einwohnerstruktur 2011
Nach den Erhebungen des Zensus 2011 lebten am Stichtag dem 9. Mai 2011 in Seidenbach 60 Einwohner. Darunter waren 3 (5,0 %) Ausländer.
Nach dem Lebensalter waren 15 Einwohner unter 18 Jahren, 21 waren zwischen 18 und 49, 12 zwischen 50 und 66 und 12 Einwohner waren älter.
Die Einwohner lebten in 30 Haushalten. Davon waren 12 Singlehaushalte, 6 Paare ohne Kinder und 6 Paare mit Kindern, sowie 3 Alleinerziehende und 3 Wohngemeinschaften. In 6 Haushalten lebten ausschließlich Senioren/-innen und in 18 Haushaltungen leben keine Senioren/-innen.

### Einwohnerentwicklung
- 1613: 6 Hausgesessene, Leibeigene: 5 Männer, 3 Frauen.[1]
- 1784: 81 Seelen, 14 Familien in 11 Wohnhäusern[5]
- 1806: 61 Einwohner, 10 Häuser[26]
- 1829: 78 Einwohner, 10 Häuser[15]
- 1867: 79 Einwohner, 10 Häuser[21]

| Seidenenbach: Einwohnerzahlen von 1784 bis 2022 | Seidenenbach: Einwohnerzahlen von 1784 bis 2022 | Seidenenbach: Einwohnerzahlen von 1784 bis 2022 | Seidenenbach: Einwohnerzahlen von 1784 bis 2022 | Seidenenbach: Einwohnerzahlen von 1784 bis 2022 |
| --- | ----------------------------------------------- | ----------------------------------------------- | ----------------------------------------------- | ----------------------------------------------- |
| Jahr |                                                 |                                                 |                                                 | Einwohner                                       |
| 1784 | 1784                                            |                                                 | 81                                              | 81                                              |
| 1806 | 1806                                            |                                                 | 61                                              | 61                                              |
| 1829 | 1829                                            |                                                 | 78                                              | 78                                              |
| 1834 | 1834                                            |                                                 | 86                                              | 86                                              |
| 1840 | 1840                                            |                                                 | 96                                              | 96                                              |
| 1846 | 1846                                            |                                                 | 83                                              | 83                                              |
| 1852 | 1852                                            |                                                 | 73                                              | 73                                              |
| 1858 | 1858                                            |                                                 | 69                                              | 69                                              |
| 1864 | 1864                                            |                                                 | 78                                              | 78                                              |
| 1871 | 1871                                            |                                                 | 67                                              | 67                                              |
| 1875 | 1875                                            |                                                 | 63                                              | 63                                              |
| 1885 | 1885                                            |                                                 | 69                                              | 69                                              |
| 1895 | 1895                                            |                                                 | 86                                              | 86                                              |
| 1905 | 1905                                            |                                                 | 70                                              | 70                                              |
| 1910 | 1910                                            |                                                 | 72                                              | 72                                              |
| 1925 | 1925                                            |                                                 | 63                                              | 63                                              |
| 1939 | 1939                                            |                                                 | 53                                              | 53                                              |
| 1946 | 1946                                            |                                                 | 80                                              | 80                                              |
| 1950 | 1950                                            |                                                 | 81                                              | 81                                              |
| 1956 | 1956                                            |                                                 | 61                                              | 61                                              |
| 1961 | 1961                                            |                                                 | 53                                              | 53                                              |
| 1967 | 1967                                            |                                                 | 45                                              | 45                                              |
| 1970 | 1970                                            |                                                 | 51                                              | 51                                              |
| 1980 | 1980                                            |                                                 | ?                                               | ?                                               |
| 1990 | 1990                                            |                                                 | ?                                               | ?                                               |
| 1999 | 1999                                            |                                                 | 77                                              | 77                                              |
| 2005 | 2005                                            |                                                 | 69                                              | 69                                              |
| 2007 | 2007                                            |                                                 | 62                                              | 62                                              |
| 2011 | 2011                                            |                                                 | 60                                              | 60                                              |
| 2022 | 2022                                            |                                                 | 59                                              | 59                                              |
| Datenquelle: Historisches Gemeindeverzeichnis für Hessen: Die Bevölkerung der Gemeinden 1834 bis 1967. Wiesbaden: Hessisches Statistisches Landesamt, 1968. Weitere Quellen: LAGIS; Gemeinde Fürth; Zensus 2011, 2022 |                                                 |                                                 |                                                 |                                                 |

### Historische Religionszugehörigkeit
- 1829:  9 lutheranische (= 11,54 %) und 69 katholische (= 88,46 %) Einwohner[15]
- 1961: 44 evangelische (= 83,02 %), 6 katholische (= 11,32 %) Einwohner[1]

## Politik
Für Seidenbach besteht ein Ortsbezirk (Gebiete der ehemaligen Gemeinde Seidenbach) mit Ortsbeirat und Ortsvorsteher nach der Hessischen Gemeindeordnung.
Der Ortsbeirat besteht aus fünf Mitgliedern. Seit den Kommunalwahlen 2021 gehören ihm fünf Mitglieder der CDU an. Ortsvorsteher ist Christoph Uhlir (CDU).

## Vereine
- Freiwillige Feuerwehr Seidenbach

## Verkehr
An den überörtlichen Verkehr hat Seidenbach durch die Kreisstraße K 53 Anschluss, die über Erlenbach und Linnenbach zu Tal führt und zwischen der Kerngemeinde und Lörzenbach in die als Siegfriedstraße bekannte Bundesstraße 460 und die mit ihr vereinte Bundesstraße 38 einmündet. Nach Schannenbach und Seidenbuch führen um den Krehberg herum Forststraßen.